# Potoczek (Międzylesie)
Potoczek (deutsch Neißbach) ist ein Ort in der Stadt- und Landgemeinde Międzylesie im Powiat Kłodzki der Woiwodschaft Niederschlesien in Polen. Es liegt sechs Kilometer östlich von Międzylesie (Mittelwalde).

## Geographie
Potoczek liegt im Süden des Glatzer Kessels am südlichen Abhang des Glatzer Schneegebirges, nahe an der Grenze zu Tschechien. Östlich auf einem flachen Rücken zwischen den Bergen Trójmorski Wierch (Klappersteine) und Jasień (Eschenberg) liegt der Wasserscheidepunkt dreier Meere. Es ist das Quellgebiet der Glatzer Neiße, die der Oder zufließt und mit dieser zusammen in die Ostsee, der Stillen Adler, die über die Elbe die Nordsee erreicht und des Obermohrauer Wassers, das über die March und die Donau ins Schwarze Meer fließt. Westlich von Potoczek liegt der 795 m hohe Glaserberg (Urwista), nordwestlich der 696 m hohe Wendlerberg (Patnik)
Nachbarorte sind Jodłów (Thanndorf) im Norden, Pisary (Schreibendorf) im Südwesten, Dolnik (Schönthal) im Westen und Szklarnia (Gläsendorf) im Nordwesten.
Jenseits der Grenze liegen die Orte Dolní und Horní Morava (Nieder- und Obermohrau), sowie Horní Lipka und Heřmanice (Oberlipka und Herrnsdorf).

## Geschichte
Neißbach wurde 1564 von den Brüdern David und Michael von Tschirnhaus, den Grundherren der Herrschaft Mittelwalde, angelegt und zunächst als „Neißendorf“ bezeichnet. Um 1601 erfolgte die Umbenennung in „Neißbach“. Es gehörte zum Habelschwerdter Distrikt im Glatzer Land, mit dem es die Geschichte seiner politischen und kirchlichen Zugehörigkeit teilte. Es war zur Pfarrkirche in Thanndorf zugehörig und bis 1610 zur Herrschaft Mittelwalde untertänig. Nachdem in diesem Jahre Mittelwalde unter den Söhnen des David von Tschirnhaus aufgeteilt wurde, erhielt der älteste Sohn Friedrich die Dorfer Schönfeld, Hain, Neundorf, Lauterbach, Gläsendorf, Thanndorf und Neißbach, die fortan die Herrschaft Schönfeld bildeten. Schon vorher wurden die Besitzungen vom Lehen ins Erbe versetzt.
1648 gelangte die Herrschaft Schönfeld an Michael Ferdinand von Althann, dem bereits die Herrschaften Mittelwalde und Wölfelsdorf gehörten. Er errichtete mit Genehmigung des böhmischen Landesherrn aus den Herrschaften Schönfeld, Mittelwalde und Wölfelsdorf ein Majorat, das bis 1945 im Besitz der Familie von Althann verblieb.
Nach dem Ersten Schlesischen Krieg 1742 und endgültig mit dem Hubertusburger Frieden 1763 fiel Neißbach zusammen mit der Grafschaft Glatz an Preußen. Nachdem Michael Otto von Althann († 1797) ab 1775 die Kolonie Neuneißbach anlegte, bürgerte sich für Neißbach die Bezeichnung Altneißbach ein. 1781 verursachte ein Wolkenbruch große Schäden, bei dem sieben Bewohner eines von der Flut mitgerissenen Hauses ertranken; ihre Leichen konnten erst in Schreibendorf geborgen werden. Für Anfang des 19. Jahrhunderts sind nachgewiesen: Eine Erbschölzerei, eine Mehlmühle, ein Kalkofen, 17 Bauern sowie 50 Gärtner und Häusler. Es bildete eine eigene Dorfgemeinde und zählte im Jahre 1802 313 Einwohner.
Nach der Neugliederung Preußens gehörte Neißbach seit 1815 zur Provinz Schlesien und war zunächst dem Landkreis Glatz eingegliedert. 1818 erfolgte die Umgliederung in den Landkreis Habelschwerdt, mit dem es bis 1945 verbunden blieb. Die Bevölkerung ernährte sich neben der Landwirtschaft überwiegend von der Hausweberei. Ab der Mitte des 19. Jahrhunderts entwickelte sich Neißbach zu einem Ausflugs- und Erholungsort. Ab 1874 gehörte (Alt)Neißbach zusammen mit den Landgemeinden Gläsendorf, Hain, Lauterbach, Michaelsthal, Neundorf, Neu Neißbach, Schönfeld und Thanndorf zum Amtsbezirk Lauterbach. 1939 wurden 411 Einwohner gezählt.
Als Folge des Zweiten Weltkriegs fiel Neißbach 1945 wie fast ganz Schlesien an Polen und wurde in Potoczek umbenannt. Die deutsche Bevölkerung wurde vertrieben. Die neu angesiedelten Bewohner waren teilweise Zwangsumgesiedelte aus Ostpolen, das an die Sowjetunion gefallen war. Da viele der Bewohner in den Nachkriegsjahren Potoczek wieder verließen, ging die Einwohnerzahl deutlich zurück, und die meisten Häuser verfielen. Von 1975 bis 1998 gehörte Potoczek zur Woiwodschaft Wałbrzych (Waldenburg).

### Kolonie Neu Neißbach
Ab 1775 wurde zwischen (Alt)Neißbach und Thanndorf eine Kolonie errichtet, die als „Neu Neißbach“ bezeichnet wurde und ebenfalls zur Pfarrkirche in Thanndorf gewidmet war. Sie enthielt eine Erbschölzerei, die aus dem ehemaligen herrschaftlichen  Vorwerksgebäude bestand sowie 53 andere Häuser mit Ackerland. 1802 war Neu Neißbach eine eigene Dorfgemeinde, in der 229 Menschen lebten.

## Sehenswürdigkeiten
- Kleine Kapelle